# Vetlanda köping
Vetlanda köping var en kommun i Jönköpings län.

## Administrativ historik
Vetlanda köping bildades 1909 genom en utbrytning ur Vetlanda landskommun av Vetlanda municipalsamhälle som funnits i samma landskommun sedan 11 november 1887. Köpingen ombildades 1920 till Vetlanda stad.
Köpingen hörde till Vetlanda församling.